# Praia da Atalanta

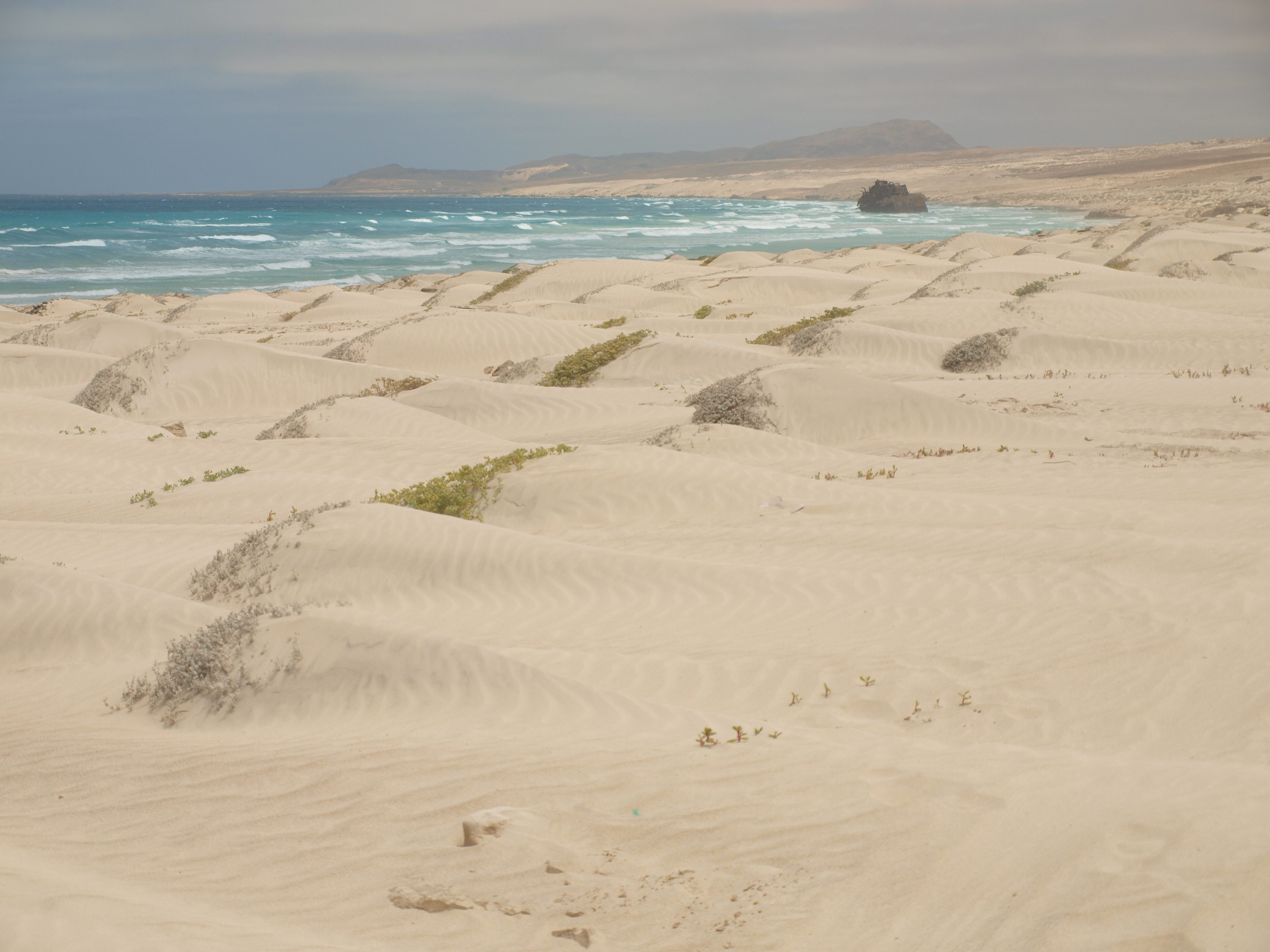
Praia da Atalanta

Praia da Atalanta ou Praia Cabo Santa Maria é uma praia situada no norte da Ilha da Boa Vista, em Cabo Verde, numa zona também conhecida como Costa da Boa Esperança.
Em setembro de 1968, naufragou nesta praia um cargueiro espanhol, carregado com presentes para o General Franco e seus apoiantes, ao regressar de uma viagem à Argentina e ao Brasil. Chamava-se Cabo Santa Maria, nome que viria a constituir uma das denominações atuais da praia. Os seus imponentes destroços ferrugentos podem ainda hoje ser observados, conferindo à praia uma certa aura surrealista.
Este foi apenas um dos muitos naufrágios que ocorreram nesta parte da ilha, ao longo do tempo, em resultado das correntes e ventos fortes, em conjunção com neblinas, rochas e recifes de corais pouco profundos.
Na véspera de Natal de 1920, naufragou também nesta zona um navio escandinavo de três mastros, cujo nome de Atalanta terá sido associado à praia nessa altura.
Tal como acontece noutras praias da ilha, a praia da Atalanta é um local ameaçado de desova de tartarugas. Existem, no entanto, movimentos para a preservação do ambiente, como forma de defender quer as tartarugas, quer a beleza natural do local.